# Pseudovesicaria
Pseudovesicaria es un género monotípico perteneciente a la familia Brassicaceae. Su única especie: Pseudovesicaria digitata, es originaria del Cáucaso.  Crece sólo en el macizo de Aragats. La extensión de su presencia y ocupación es de menos de 10 km². La especie está al borde de la extinción como consecuencia del cambio climático global. Se incluyó en la primera edición del Libro Rojo de Armenia en la categoría 2: especies raras. No se incluye en los anexos de la CITES y del Convenio de Berna.

## Descripción
Es una planta bienal glabra, glauca que alcanza un tamaño de 5-20 cm. Tallo casi simple, flexuoso. Hojas carnosas, las inferiores obtuso tridentadas. Inflorescencia densa, racimiforme. Pétalos blancos, enteros. Silicuas elípticas o redondeadas, elípticas, atenuar ligeramente en la base y el ápice, 7-10 (15-25) mm de largo; lóculos 2-4 (6).

## Taxonomía
Pseudovesicaria digitata fue descrito por Franz Josef Ruprecht y publicado en Mém. Acad. Imp. Sci. St.-Pétersbourg, Sér. 7. xv. n.º 2 (Fl. Cauc.) 97 (1869).
Sinonimia
- Vesicaria digitata C.A. Mey.[3][2]